# Live in Leipzig
Albums de Mayhem
Mediolanum Capta Est
(1999)
Live in Leipzig est un album du groupe Mayhem.
Il s'agit du seul album officiel comportant Dead au chant tandis qu'Euronymous est à la guitare, Hellhammer à la batterie, et Necrobutcher à la basse. Live in Leipzig est reconnu comme étant un album phare dans l'évolution du black metal et dans l'évolution du groupe Mayhem. L'album est sorti en vinyle 33 tours limité à 1 000 exemplaires.
Il est enregistré le 26 novembre 1990 au club Eiskeller à Leipzig-Connewitz.

## Titres
1. Deathcrush
2. Necrolust
3. Funeral Fog
4. Freezing Moon
5. Carnage
6. Buried By Time and Dust
7. Pagan Fears
8. Chainsaw Gutsfuck
9. Pure Fucking Armageddon

## Membres
- Øystein "Euronymous" Aarseth: Guitare
- Jørn "Necrobutcher" Stubberud: Guitare basse
- Per Yngve "Dead" Ohlin: Chant
- Jan Axel "Hellhammer" Blomberg: Batterie